# Baft
Baft (en persan: بافت,) est une ville d'Iran, chef-lieu du département de Baft, dans la province de Kerman.

## Géographie
Baft est située à 150 km au sud-est de Kerman, la capitale provinciale, et à quelque 2 300 m d'altitude. En 2006, sa population s'élevait à 35 000 habitants.